# Garikoitz Basauri Amezua
Garikoitz Basauri Amezua (Elorrio, 3 d'agost de 1974) és un futbolista basc, que ocupa la posició de porter.

## Trajectòria
Comença a militar a diversos equips bascos de divisions més modestes, com l'Iurreta i la SD Lemona. A la temporada 98/99 fitxa pel Vila-real CF, que debutava a primera divisió en aquella campanya. El basc va romandre inèdit eixa campanya, disputant la posició de tercer porter amb Lluis Pascual.
Sense continuïtat a l'equip valencià, l'any següent marxa al CE Sabadell, mentre que la 00/01 recala al Melilla. Hi retorna el 2001 al País basc, fitxat per la SD Eibar, que el cedeix a l'Amurrio CF. La temporada campanya 02/03 forma part de l'equip eibartarra, amb qui juga cinc partits de Segona Divisió, xifra que augmenta a 18 l'any següent.
A partir del 2004, la seua carrera continua per equips de Segona B i inferiors, com el CD Linares (04/05), AD Ceuta (05/07), Barakaldo CF (07/09) i la Cultural de Durango (09/...).